# Desitjada (Josep Maria de Sagarra)
Desitjada és un poema dramàtic en tres actes i vers, original de Josep Maria de Sagarra, estrenat al teatre Romea de Barcelona, la nit del 7 d'octubre de 1932.
L'escena passa en una gran masia solitària, al cor de les Guilleries, a l'època de l'estrena.

## Sinopsi
L'obra tracta de la passió d'un home, que es troba al tombant de la seva vida, qui s'enamora follament d'un noia jove fins a l'extrem de casar-hi el seu fill per tal de tenir-la a prop i, així, escurçar les possibilitats de posseir-la.

## Repartiment de l'estrena
- Desitjada, 25 anys: Maria Vila.
- Coloma, 60 anys: Maria Morera.
- Roseta, 55 anys: Àngela Guart.
- Elvira, 18 anys: Emma Alonso.
- Agustí, 65 anys: Antoni Gimbernat.
- Joan, 30 anys: Pius Daví.
- Daniel, 21 anys: Pere Ventayols.
- Verdulet, 26 anys: Antoni Strems.
- Mossèn Pelegrí, 60 anys: Joaquim Vinyes.
- L'Enterramorts, 65 anys: Ramon Banyeres.
- L'Escolà major, 20 anys: Francesc Ferràndiz.
- Jeroni, 70 anys: Manuel Giménez Sales.